# Sredna Gora
La Sredna Gora (bulgare : Средна гора) est une chaîne montagneuse du centre de la Bulgarie.

## Géographie

### Limites et subdivisions
La Sredna Gora est située dans le centre de la Bulgarie. Elle s'étend sur 285 km, d'ouest en est, de la rivière Iskar jusqu'à la rivière Toundja. Sa largeur maximale est de 50 km. Elle est parallèle à la chaîne montagneuse du Grand Balkan et longe le nord de la plaine de la Thrace. Elle représente une superficie de près de 6 000 km2.
La Sredna Gora est divisée en trois parties, par les rivières Topolnitsa et Stryama, qui se jettent, toutes les deux, dans la Maritsa.

#### Ihtimanska Srédna Gora

Carte topographique de l'Ihtimanska Sredna Gora.

L'Ihtimanska Sredna Gora est la plus occidentale. Elle est délimitée à l'ouest par la rivière Iskar, au nord par le bassin de Sofia et plusieurs vallées sub-balkaniques, à l'est par la rivière Topolnitsa et au sud par le massif du Rila. Elle couvre une superficie de 1 370 km2, avec une altitude moyenne de 750 m. Elle est la plus petite mais la plus élevée des trois parties de la Sredna Gora.
L'Ihtimanska Sredna Gora est subdivisée en trois parties :
- Vakarélsko–Bélichka : elle inclut la montagne de Lozèn (1 190 m), la montagne de Vakarel (1 090 m) et la montagne Bélitsa (1 221 m) ;
- Chipotchansko–Eledjishka : elle se situe entre le bassin de Samokov qui la délimite à l'ouest et la rivière Topolnitsa à l'est. Au sud, elle est séparée du massif du Rila par le bassin de Dolna Banya. Elle comprend les crêtes de Chipotchanski (1 312 n), Choumnatitsa (1 392 m), Septemvriyski (1 275 m) et d'Elédjik (1 186 m) ;
- Ihitmanska : elle est formée par le bassin d'Ihtiman (650 m).

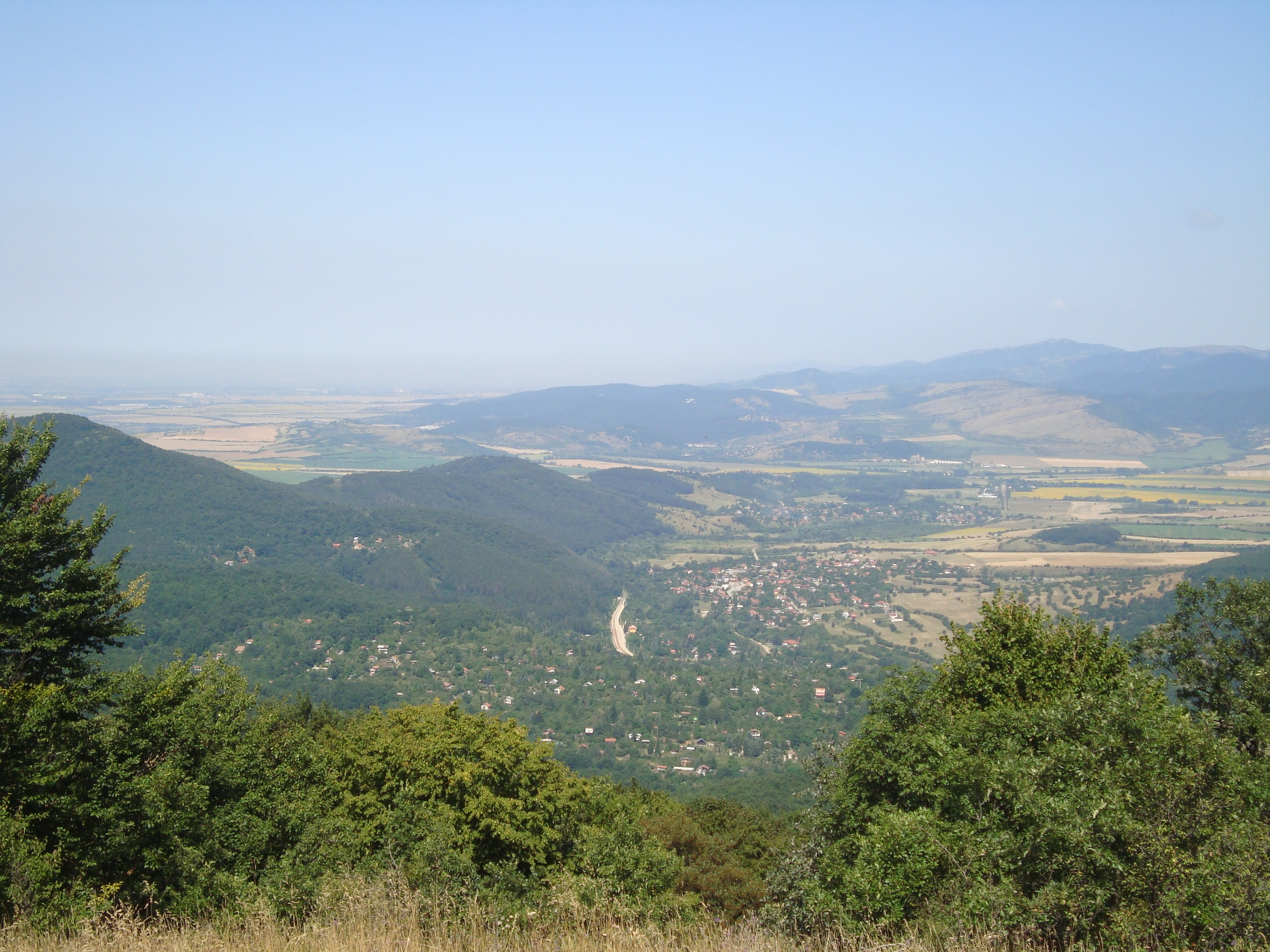
Vue de l'Ihtimanska Sredna Gora et du village de Makotsévo depuis le mont Opor.
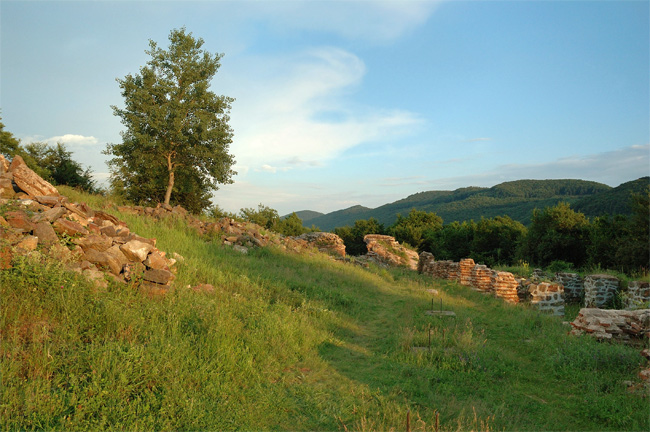
L'Ihtimanska Sredna Gora à la Porte de Trajan.

#### Sachtinska Sredna Gora

Carte topographique de la Sachtinska Sredna Gora.

La Sachtinska Sredna Gora s'étend, à l'ouest, de la vallée de la rivière Topolnitsa, jusqu'à, à l'est, la rivière Stryama. Au nord, elle est délimitée par les vallées de Zlatitsa–Pirdop et Karlovo et au sud par le plaine de la Thrace. Elle couvre une superficie de 2 300 km2 et a une altitude moyenne de 656 m.
Elle est subdivisée en deux parties :
- Bunaysko–Bogdanska ;
- Panagyursko–Stréltchanski.

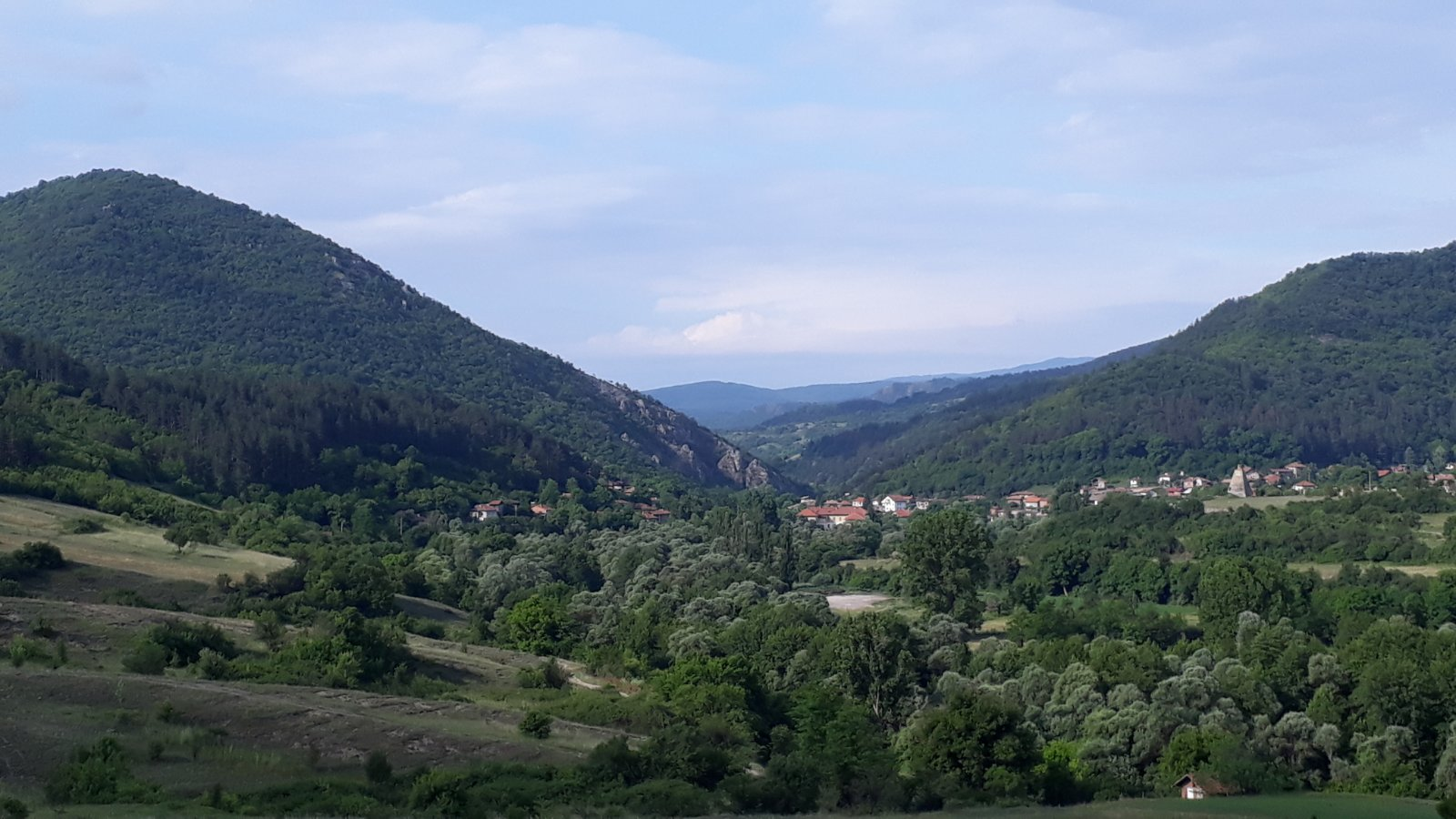
La partie ouest de la Sachtinska Sredna Gora au sud-est du village de Pétritch.
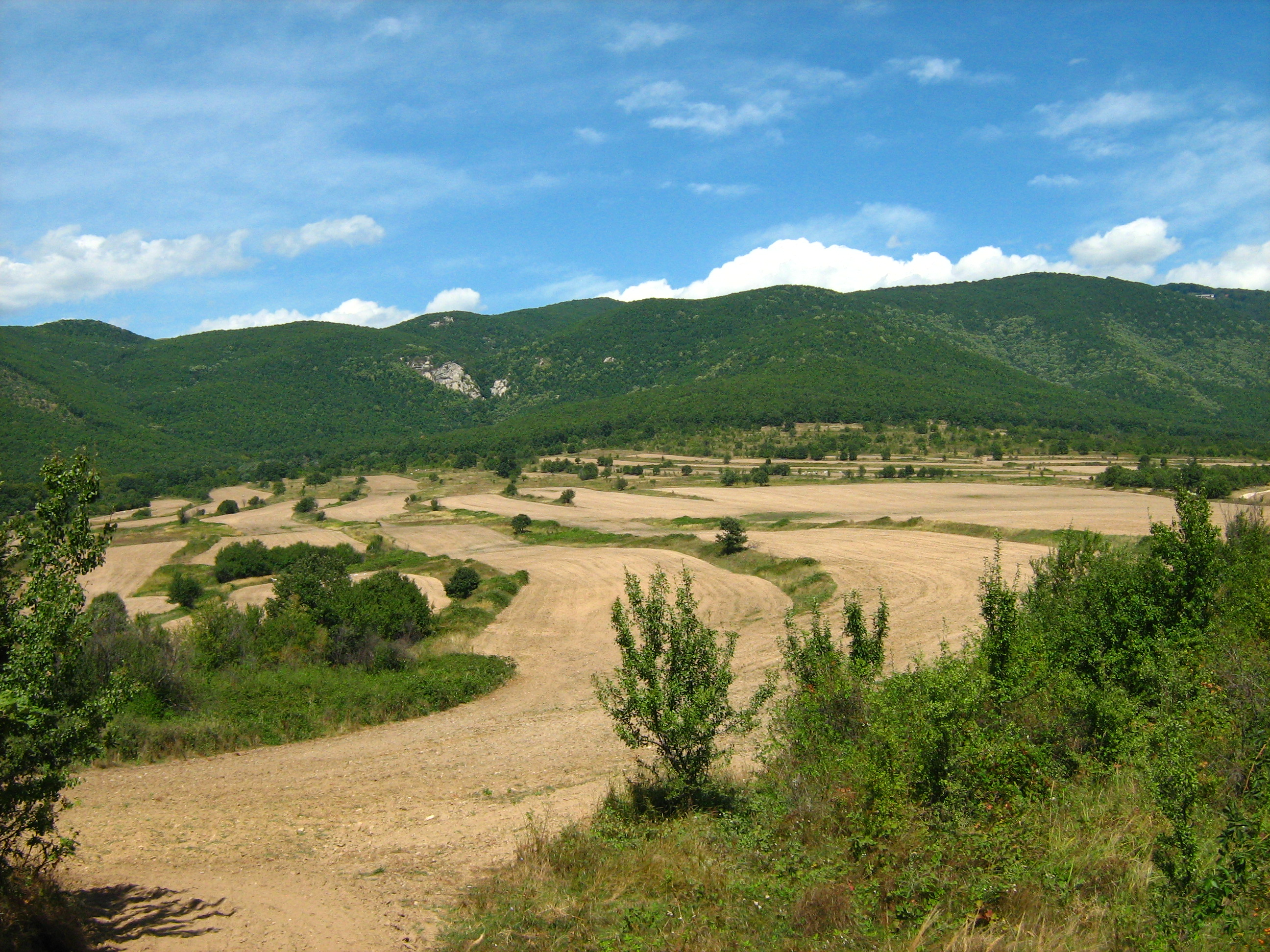
L'extrémité est de la Sachtinska Sredna Gora près de Hisarya.
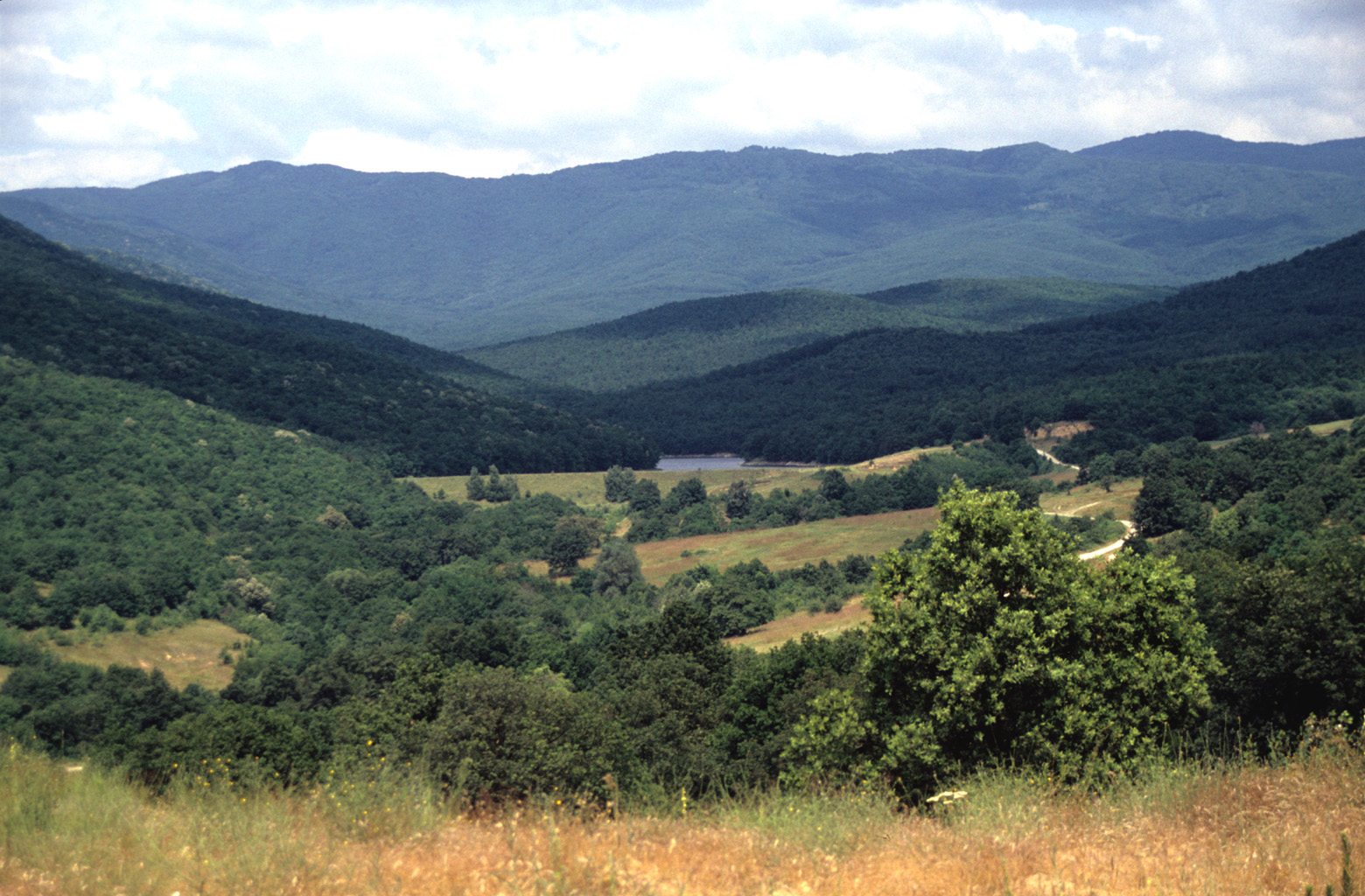
Vue de la Sachtinska Sredna Gora depuis Starosel.
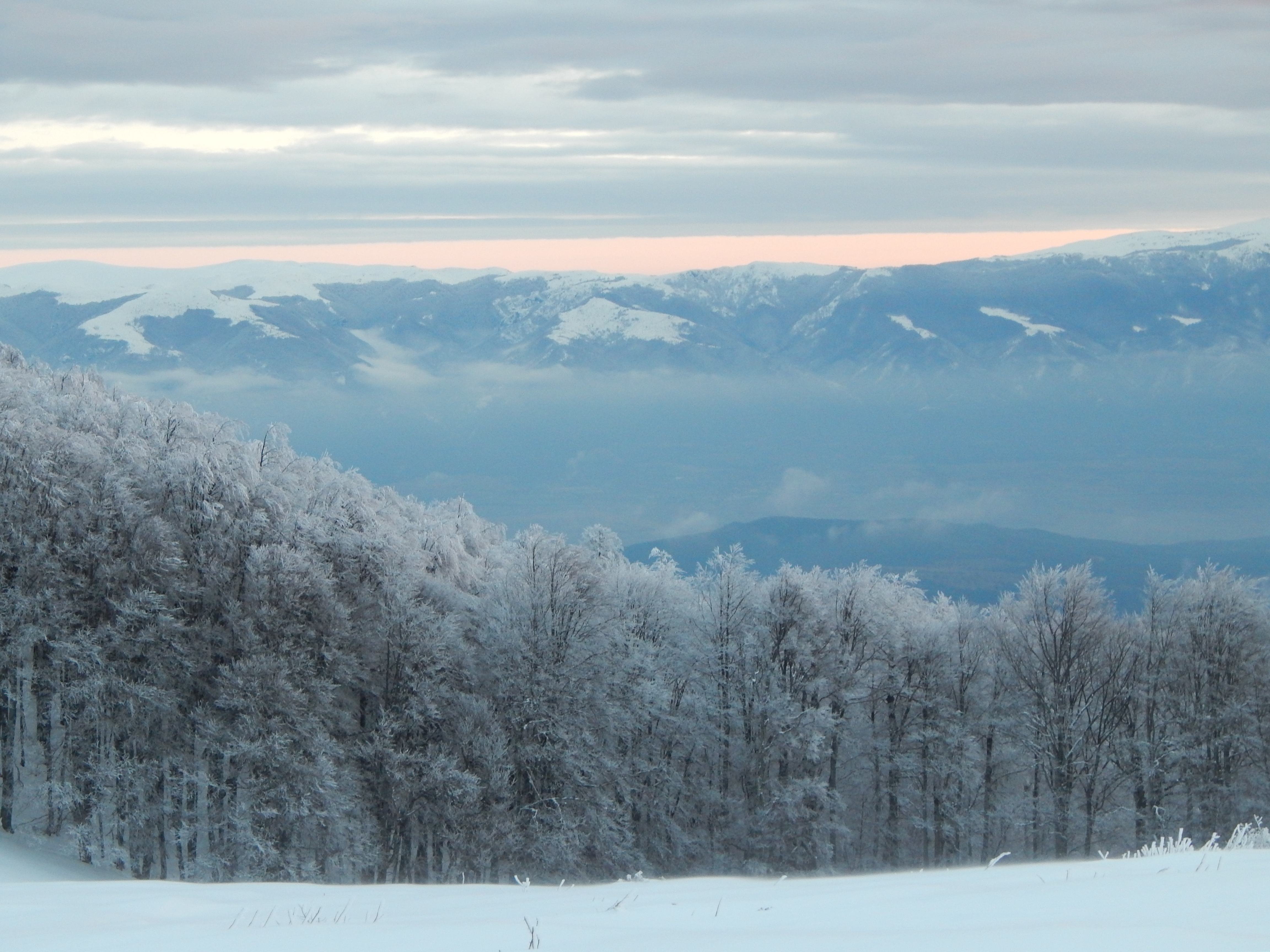
Vue sur le mont Bodgan depuis le refuge de Srednogorets.

#### Sarnéna Sredna Gora

Carte topographique de la Sarnéna Sredna Gora.

La Sarnéna Sredna Gora est le plus bas des trois massifs et il est constitué essentiellement de collines qui s'étendent entre les rivières Stryama à l'ouest et Toundja à l'est. Au nord, elle est délimitée par la vallée des Roses avec les vallées de Karlovo, Kazanlak, Tvarditsa et Sliven et, au sud, par la plaine de la Thrace. Elle couvre une superficie de 2 280 km2 et son altitude moyenne est de 416 m.
Elle est subdivisée en trois parties :
- Bratanska : elle s'étend de la vallée de la Stryama à l'ouest, jusqu'au col Zméyovski (430 m) à l'est. Elle est la plus élevée avec le mont Bratan (1 236 m) ;
- Kortenska : elle s'étend du col Zméyovski (430 m) à l'ouest, jusqu'au mont Zaytchi. Son point le plus élevé est le mont Morouléy (895 m) ;
- Tchirpanska : elle est formée par les hauteurs de Tchirpan et son point le plus élevé est à 651 m d'altitude[1].

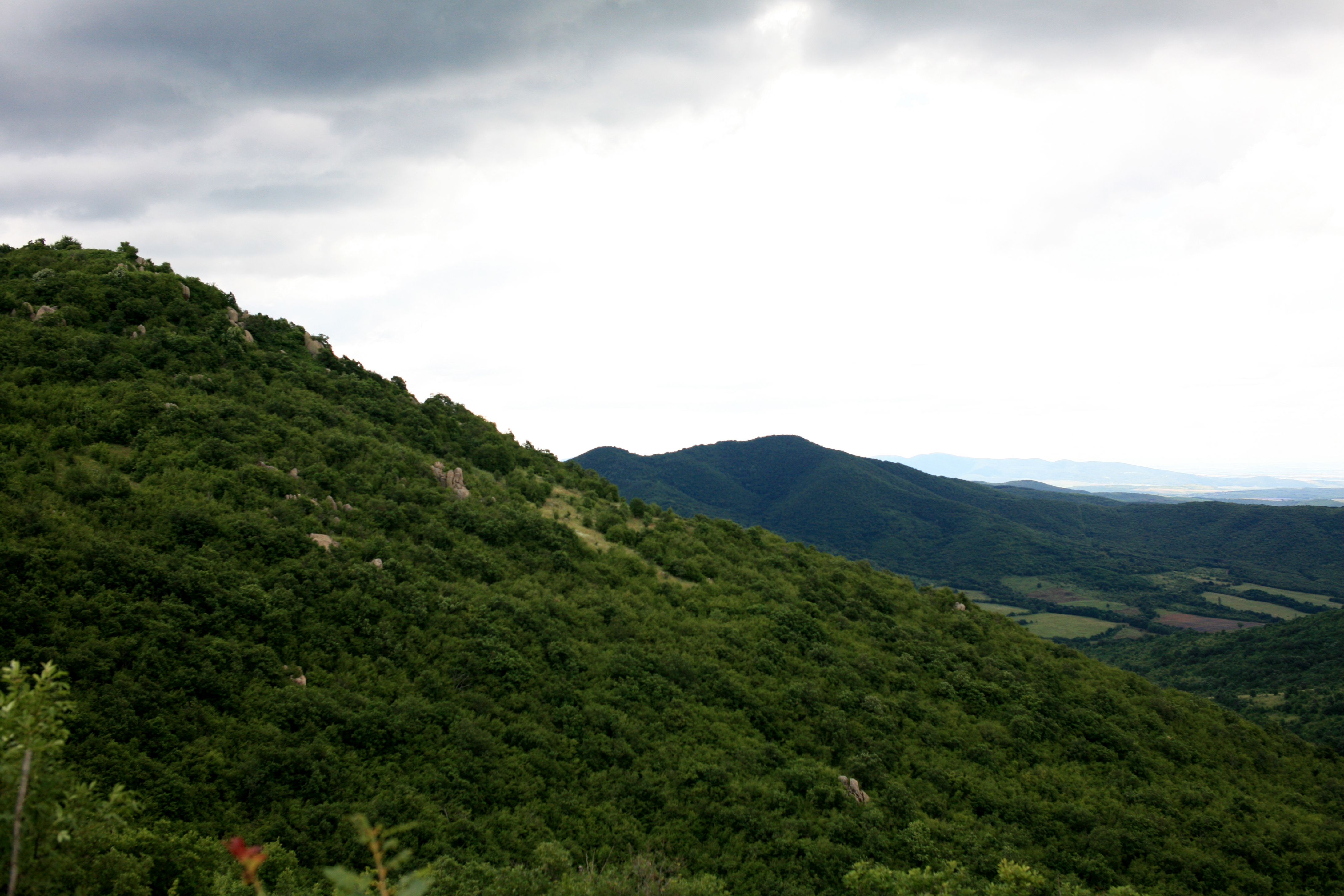
La Sarnéna Sredna Gora près de Rozovets.
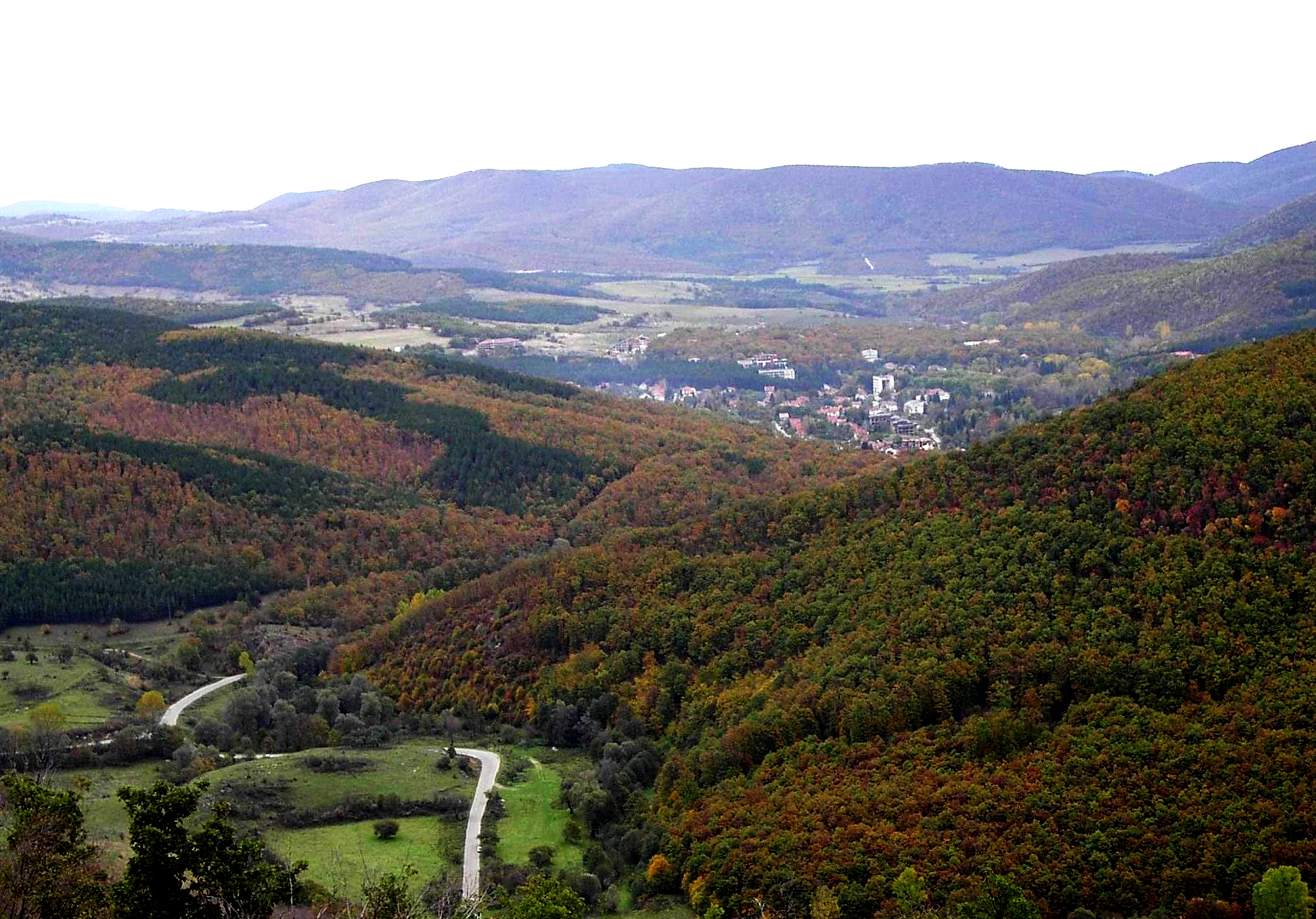
Sarnéna Sredna Gora et le village de Starozagorski bani.

### Sommets principaux

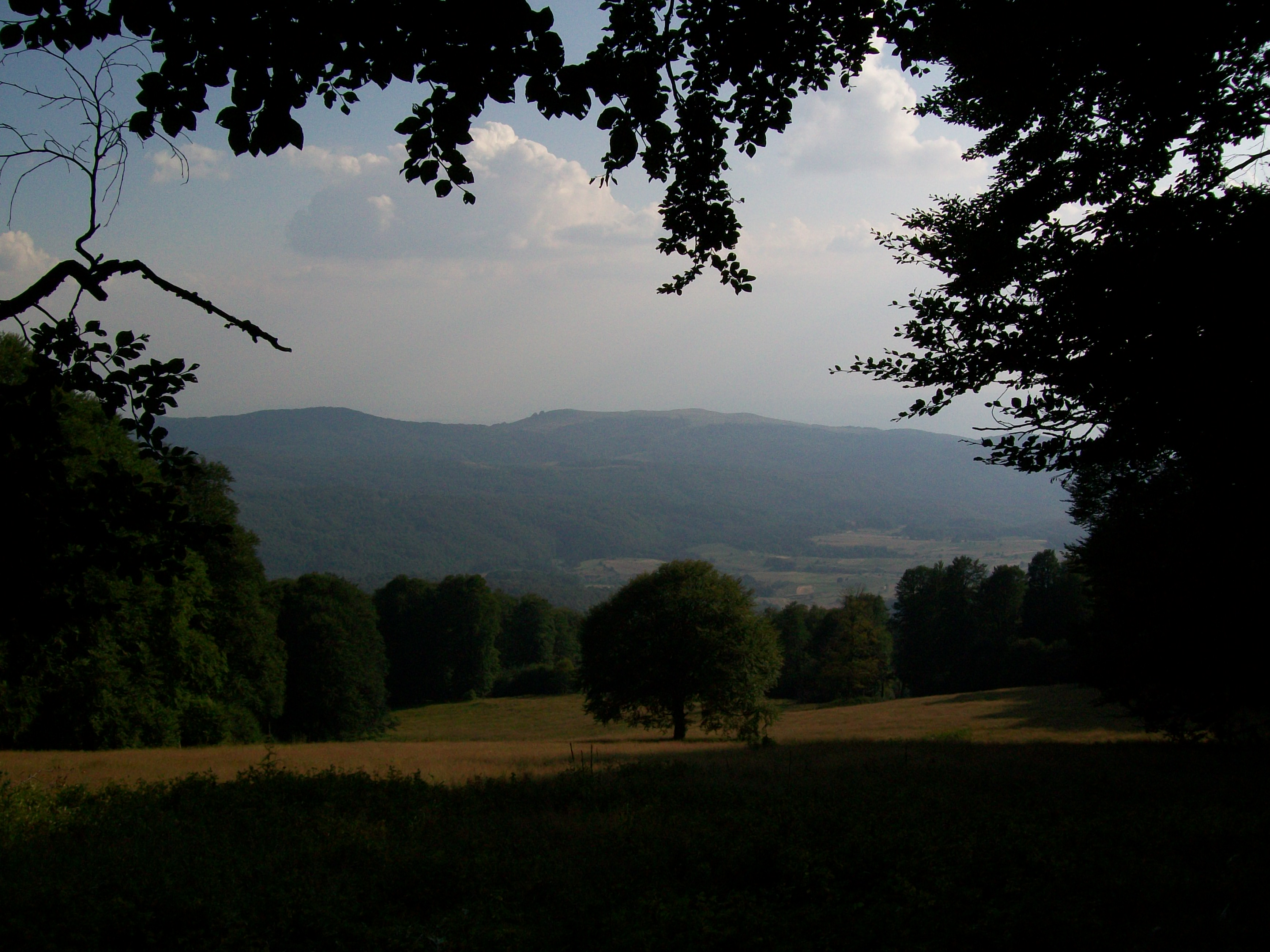
Vue du Mont Bogdan

- Golyam Bogdan (Голям Богдан) - 1 604 m

## Population

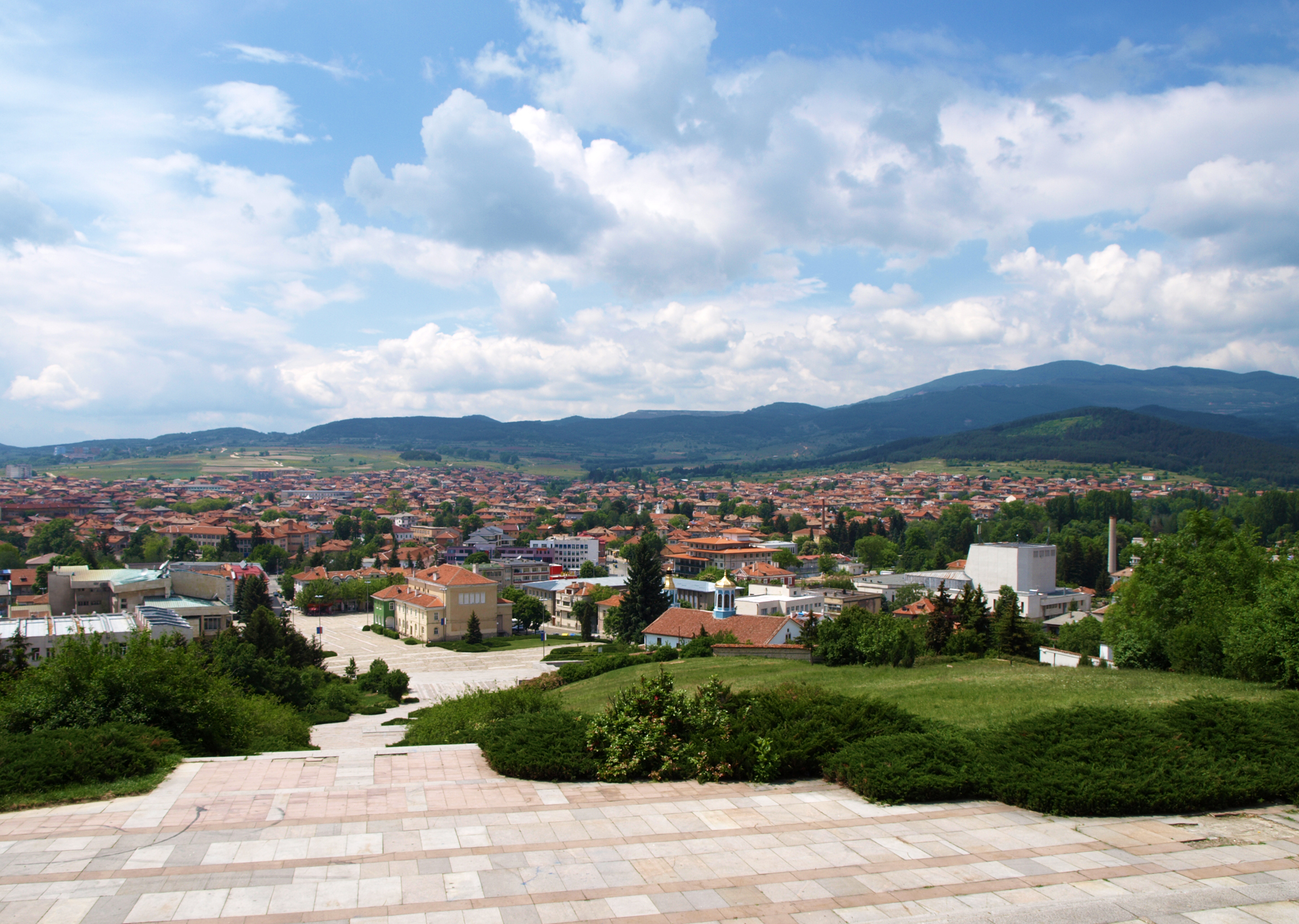
La ville de Panagyurichté est au milieu de la Sachtinska Sredna Gora.

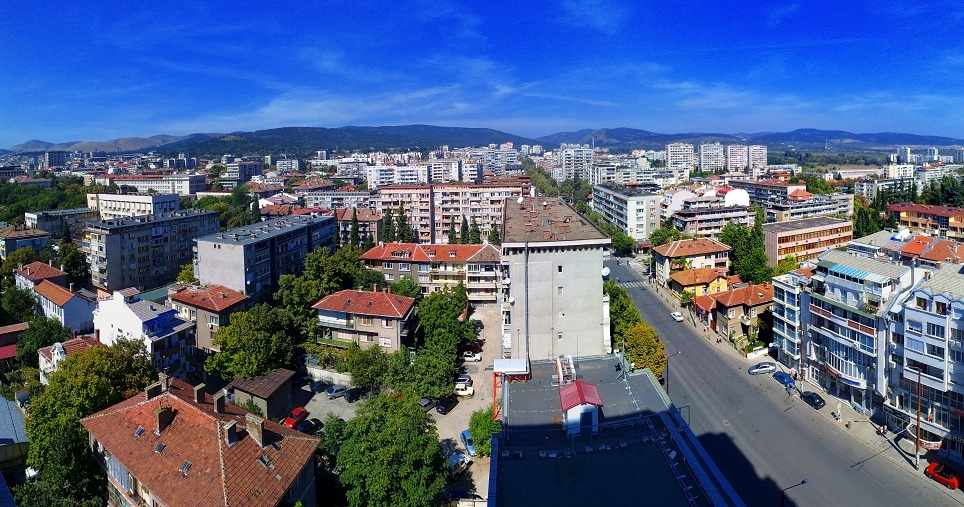
La ville de Stara Zagora au pied de la Sarnéna Sredna Gora.